# سارا واکر (دوچرخه‌سوار)
سارا واکر (انگلیسی: Sarah Walker؛ زادهٔ ۱۰ ژوئیهٔ ۱۹۸۸) دوچرخه‌سوار زن اهل نیوزیلند است.
وی در مسابقات کشوری و بین‌المللی در مجموع برندهٔ ۳ مدال طلا، ۶ مدال نقره، ۵ مدال برنز شده‌است.